# Raja Chari
Raja Jon Vurputoor Chari detto Grinder (Milwaukee, 24 giugno 1977) è un astronauta statunitense.
Ha partecipato alla missione spaziale SpaceX Crew-3 di sei mesi a bordo della Stazione spaziale internazionale per l'Expedition 66.

## Carriera militare
Si è laureato alla U.S. Air Force Academy in Colorado nel 1999 in ingegneria astronautica, per poi continuare gli studi con un master in aeronautica e astronautica nel Massachusetts Institute of Technology (MIT). È laureato inoltre come pilota collaudatore alla U.S. Naval Test Pilot School alla Patuxent River e al US Army Command and General Staff College a Fort Leavenworth. Ha preso parte a missioni di combattimento nell'Operation Iraqi Freedom e missioni di supporto nella penisola coreana. Al momento della selezione come astronauta, Chari era un colonnello dell'Aeronautica statunitense, comandante del 461º squadrone di volo e Direttore del F-35 Integrated Test Force. Durante la sua carriera nell'Aeronautica ha accumulato più di 2000 ore di volo sugli aerei F-35, F-15, F-16 e F-18.

## Carriera alla NASA
È stato selezionato nel Gruppo 22 degli astronauti NASA il 7 giugno 2017. Dopo due anni e mezzo di addestramento di base, nel gennaio 2020 divenne un astronauta assegnabile alle missioni spaziali.

### SpaceX Crew-3
Nel dicembre 2020 venne assegnato ufficialmente alla missione SpaceX Crew-3 sulla Stazione spaziale internazionale per l'Expedition 66. Durante la missione assumerà il comando del veicolo spaziale Crew Dragon Endurance. Il lancio è avvenuto l'11 novembre 2021 dal Kennedy Space Center.

## Vita privata
Chari è nato a Milwaukee nel Wisconsin ma è cresciuto a Cedar Falls nell’Iowa. È sposato con Holly Schaffter Chari, con cui ha avuto tre figli.